# Christie Rampone
Christie Patricia Rampone (de son nom de naissance Christie Patricia Pearce), née le 24 juin 1975 à Fort Lauderdale, en Floride, est une joueuse de soccer américaine évoluant au poste de défenseure, triple championne olympique (2004, 2008 et 2012) avec l'équipe des États-Unis féminine de soccer.

## Biographie

### Carrière en club
Bien que née à Fort Lauderdale, en Floride, Christie Rampone grandit avec sa famille à Point Pleasant, au New Jersey. Pendant ses années au lycée, elle est une athlète dans 4 sports : le soccer, le basketball, l'athlétisme sur piste et le hockey sur gazon. Christie Rampone marque 2190 points au basketball, un sommet de carrière féminine  scolaire des high school. Elle mène son équipe scolaire au championnat de l’État du New Jersey dans trois sports différents. Cette réalisation étonnante lui amène plusieurs honneurs au New Jersey.
Rampone fait son université au Monmouth University, situé à West Long Branch, au New Jersey. Elle excelle en tant qu'athlète de trois sports (le soccer, le basketball et la crosse). Au soccer, Rampone est nommé deux fois joueuse de la saison dans la  Northeast Conference de la NCAA et élue sur la première équipe d'étoiles de la All Mid-Atlantic Region selection. Elle termine sa carrière universitaire avec 80 matchs joués, 79 buts marqués et 54 passes.
Rampone obtient son diplôme en éducation en 1996 et travaille comme bénévole-entraîneur auprès des jeunes en difficulté. Son université lui remet un diplôme honorifique en 2005 et l'intronise au Temple de la renommée du Monmouth University en 2007
Après son université, Rampone joue pour Central Jersey Splash en 1997 et pour New Jersey Lady Stallions en 1998 dans la W-League. C'est à cette époque, qu'elle devient une défenseure. En 2001, elle est repêchée par le New York Power, dans la nouvelle ligue professionnelle américaine Women's United Soccer Association. Dans la saison 2001, elle joue 18 matchs mais se blesse au ligament croisé antérieur. Sa saison est terminée. En 2002 et en 2003, Christie rebondi et joue plus de 19 matchs en 2002 et 18 matchs en 2003 en plus de ses fonctions de l'équipe nationale américaine. Peu de temps après avoir conclu sa troisième saison, la Women's United Soccer Association cesse ses opérations.
Le 16 septembre 2008, Rampone est l'une des trois joueuses repêchées avec Heather O'Reilly et Natasha Kai par Sky Blue FC  de la nouvelle ligue professionnelle Women's Professional Soccer. Le début de saison 2009 du Sky Blue FC est difficile y compris la suspension du premier entraîneur-chef Ian Sawyers et la démission de son successeur, Kelly Lindsey. En mi-saison, l'organisation du club annonce que Rampone sera l'entraîneur de l'équipe, en plus de ses fonctions de joueuse, pour le reste de la saison 2009. Après avoir pris la position d'entraîneur-chef, Rampone mène son équipe au Championnat de soccer féminin professionnel américain. Il est révélé plus tard que Rampone est enceinte de trois mois au moment du match de championnat. Une semaine plus tard, Rampone est élue « sportive de l'année ». Elle redevient seulement joueuse avec Sky Blue FC pour la saison 2010 avant de passer à magicJack pour la saison 2011.
Le 11 janvier 2013, elle est mise à disposition du Sky Blue FC, jouant dans la nouvelle National Women's Soccer League.

### En sélection nationale
Le premier match de Rampone dans l'équipe nationale des États-Unis est le 28 février 1997 contre l'Australie. Elle marque son premier but dans l'équipe nationale le 2 mai 1997, dans un match contre la Corée du Sud. Avec la sélection nationale, Christie Rampone est championne du monde en 1999 et 2015, médaillée de bronze en 2003 et 2007, et d'argent en 2011.
Aux Jeux olympiques, elle remporte la médaille d'argent en 2000 à Sydney puis l'or en 2004 à Athènes, 2008 à Pékin et 2012 à Londres. Avec la retraite de Kristine Lilly, Rampone est actuellement la joueuse qui a participé au plus grand nombre de matchs de son équipe nationale, dépassant les 300 sélections en octobre 2014, ce qui en fait la joueuse en activité la plus capée au monde,.
En 2008, Rampone est nommée capitaine de l'équipe nationale féminine des États-Unis.

### Palmarès
- Médaille d'argent aux Jeux olympiques d'été de 2000
- Médaille d'or aux Jeux olympiques d'été de 2004
- Médaille d'or aux Jeux olympiques d'été de 2008
- Médaille d'or aux Jeux olympiques d'été de 2012
- 3e place à la Coupe du monde féminine de football 2003
- 3e place à la Coupe du monde féminine de football 2007
- 2e place à la Coupe du monde féminine de football 2011
- Vainqueur de la Coupe du monde féminine de football 1999
- Vainqueur de la Coupe du monde féminine de football 2015

### Vie personnelle
Elle épouse Chris Rampone le 9 novembre 2001 à Jersey City au New Jersey (son nom de jeune femme est Christie Patricia Pearce). Elle est maman de deux enfants, Rylie Cate, né le 29 septembre 2005, et Reece Elizabeth, née le 6 mars 2010 qu'elle a eu lors de congé de maternité de l'équipe nationale américaine. Elle est d'ailleurs très impliquée dans les campagnes pour le bien être des enfants et dans la fondation contre le cancer aux États-Unis.